# محجوب ثابت
محجوب ثابت (1884 - 1945) هو طبيب وأديب وبرلماني مصري، كان من خطباء ثورة 1919. دعا إلى تنظيم حركة العمال بمصر سنة 1920، كما دعا إلى الوحدة بين مصر والسودان. أدخل التدريب العسكري في المدارس وفي الجامعة المصرية، التي كان أول طبيب مصري مساعد بها،

## حياته
ولد محجوب ثابت سنة 1884، وكان أبوه مهندسًا في دنقلة، كان مشرفًا على العمارات والحصون الأميرية. نزح الأب إلى القاهرة في السنة التي ولد فيها ابنه محجوب. شارك محجوب ثابت في ثورة 1919 وكان من خطبائها، فتعرض للنفي.
درس محجوب ثابت الطب في باريس وجنيف، وعينه سعد زغلول للتدريس بالجامعة المصرية رغم اعتراض الأستاذ الإنجليزي كيتنغ، الذي كان يرى أنه لا يوجد مصري يصلح للتدريس بمدرسة الطب، فصار ثابت أستاذًا للطب الشرعي بالجامعة، فكبيرًا لأطبائها، وقد كانت لثابت عيادة في شارع الكومي بحي السيدة زينب، ظلت إلى ما بعد ثورة 1919.
كان محجوب ثابت صاحب ندوة مشهورة يؤمها كبار شخصيات مصر سميت «بعكوكة محجوب ثابت»، وكان صديقًا لأمير الشعراء أحمد شوقي، وقد ورد ذكره في العديد من قصائد شوقي، التي كان بعضها مداعبة له، وكان ثابت ـ رغم إجادته للفرنسية التي درس الطب بها ـ يحرص على الحديث بالعربية الفصحى.
كان محجوب ثابت في بداية حياته السياسية عضوًا بالحزب الوطني ومن أنصار الخديوي عباس حلمي الثاني، تماشيًا مع سياسة ذلك الحزب. وكان واسع الثقافة في أمور السياسة والإدارة والاقتصاد، واسع الدراية بشؤون السودان، وكان مهتمًا بالحركة العمالية، وقد انتخبه العمال رئيسًا لنقابة العمال المصريين، كما انتُخب سنة 1926 عضوًا بمجلس النواب المصري عن دائرة كرموز بالإسكندرية إبان رئاسة سعد زغلول للمجلس.

## وفاته
توفي الدكتور محجوب ثابت بالقاهرة سنة 1945، ولم يتزوج قط.

## روابط خارجية
- محجوب ثابت على موقع أرشيف الشارخ
- فتحي رضوان (1 مارس 1970). "الدكتور محجوب ثابت، بطل صنعوا منه مهرجا". المجلة ع. 159: 16–23. مؤرشف من الأصل في 2024-03-21. اطلع عليه بتاريخ 2024-04-26.
- علي باشا إبراهيم (1946). الكتاب التاريخي التذكاري عن حياة الدكتور محجوب ثابت (PDF) (ط. الأولى). مطبعة جامعة فؤاد الأول. مؤرشف من الأصل (PDF) في 2024-04-26.